# Australian International Three Day Event
Der Australian International Three Day Event (bis 2007 als Adelaide International Horse Trials bezeichnet) ist ein jährlich stattfindender Wettbewerb im Vielseitigkeitsreiten. Austragungsort sind die Adelaide Park Lands, der Stadtpark rund um das Zentrum der australischen Stadt Adelaide.
Er ist der einzige Wettbewerb in der Südhemisphäre, der vom Weltreitverband FEI zur höchsten Kategorie CCI**** gerechnet wird (die weiteren Wettbewerbe dieser Stufe sind die Badminton Horse Trials, die Burghley Horse Trials, der Rolex Kentucky Three Day, die Luhmühlener Vielseitigkeit und die Étoiles de Pau).
1997 fanden die ersten Adelaide International Horse Trials statt. Sie ersetzten die seit 1954 ausgetragenen Gawler Horse Trials in der nördlich von Adelaide gelegenen Stadt Gawler, dem Austragungsort der Weltmeisterschaft 1986. Die neue Veranstaltung war zunächst als CCI*** eingestuft, wurde aber 1999 zu CCI**** aufgewertet. Der Wettbewerb musste 2007 wegen einer Pferdegrippe-Epidemie ausgesetzt werden. Von 2011 bis 2016 gehörte das Turnier zu den FEI Classics, einer von der FEI geschaffenen Turnierserie.

## Siegerliste
| - 1999: Natalie Blundell auf Billy Bathgate - 2000: David Middleton auf Willowbank Jack - 2001: Matthew Grayling auf Revo - 2002: Wendy Schaeffer auf Koyuna Sun Smoke - 2003: Boyd Martin auf True Blue Toozac - 2004: Shane Rose auf Beauford Miss Dior - 2005: Megan Jones auf Kirby Park Irish Jester - 2006: Heath Ryan auf Flame - 2008: Christopher Burton auf Newsprint - 2009: Stuart Tinney auf Vettori - 2010: Wendy Schaeffer auf Koyuna Sun Dancer - 2011: Stuart Tinney auf Panamera |  |  | - 2012: Craig Barrett auf Sandhills Brillaire - 2013: Christopher Burton auf Jamaimo - 2014: Jessica Manson auf Legal Star - 2015: Shane Rose auf CP Qualified - 2016: Hazel Shannon auf Clifford - 2017: Clarke Johnstone auf Balmoral Sensation - 2018: Hazel Shannon auf Clifford - 2019: Hazel Shannon auf Clifford |